# Monts Notre-Dame
Pour les articles homonymes, voir Notre-Dame.
Les monts Notre-Dame sont des montagnes appartenant à la chaîne des Appalaches qui s'étirent en aval de Québec, sur la rive sud du fleuve Saint-Laurent jusque sur la péninsule gaspésienne. Orientées parallèlement au fleuve, ces collines et plateaux ondulés atteignent souvent 600 à 700 mètres d'altitude.
De petits massifs montagneux, comme le massif du Sud, culminent à plus de 900 mètres alors que d'importantes vallées perpendiculaires (Matapédia, Témiscouata, etc.) rompent la linéarité du plateau. En son extrémité nord-est, la plate-forme des monts Notre-Dame sert de piédestal aux monts Chic-Chocs.

## Toponymie
Les monts Notre-Dame ont pour origine l'expédition de Jacques Cartier où il nota le 15 août 1535 : « Le landemain jour Notre Dame d'aoust XVe […] eusmes congnoissance de terres qui nous demouroient vers le su qui est une terre à haultes montaignes à merveilles ». Il baptisa plutôt ces montagnes du nom de « haultes montaignes de Honguedo ». Le toponyme « monts Notre-Dame » fut cependant le toponyme qui s'implanta. Il fut mentionné dans la cosmographie du pilote Jean Fonteneau (1544), ainsi que sur les cartes de Mercator (1569) et Wytfliet (1569).

## Géographie

### Topographie

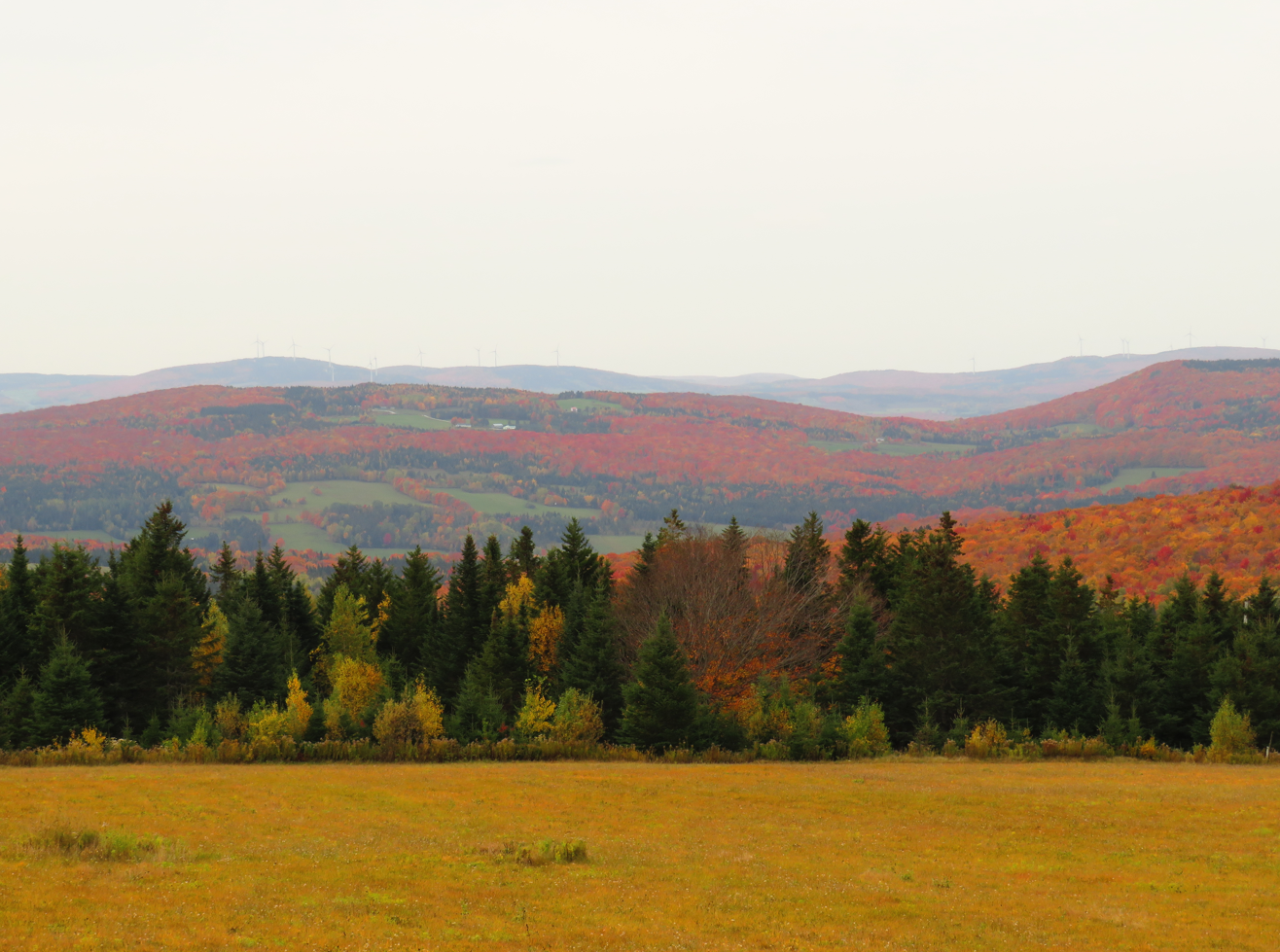
Monts Notre-Dame dans la région des Bois-Francs.

Les monts Notre-Dame sont la principale subdivision des Appalaches que l'on retrouve au Québec. La chaîne suit le Saint-Laurent en parallèle de la Beauce à l'extrémité orientale de la péninsule de la Gaspésie. Sa limite méridionale est cependant sujette à débat ; certains ouvrages déterminent sa limite à la frontière américaine ou au lac Memphrémagog.
L'une des principales subdivisions des monts Notre-Dame, à leur extrémité nord-est, sont les monts Chic-Chocs, dont le mont Jacques-Cartier culmine à 1 270 m. Le massif du Sud se trouve dans la partie sud-ouest des monts Notre-Dame.

### Géologie

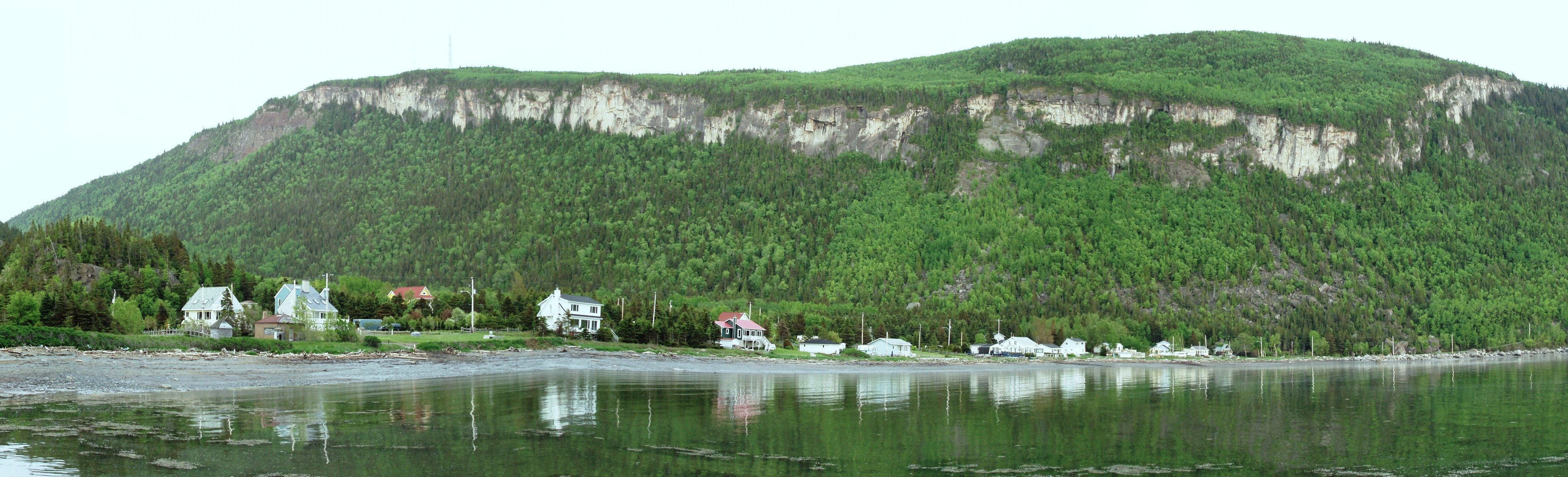
Le pic Champlain dans le parc national du Bic.

Au Paléozoïque, la marge continentale du paléocontinent Laurentia reçoit des sédiments continentaux puis des sédiments marins d'une mer peu profonde. Il y a 500 millions d'années, le mouvement du continent s'inverse et se met à se rapprocher de Baltica. Un arc volcanique insulaire au large de Laurentia entre en collision avec ce dernier il y a 440 millions d'années, formant l'orogenèse taconienne, qui édifie les monts Notre-Dame et les montagnes Vertes. Entre 400 et 360 millions d'années, durant l'orogenèse acadienne, le microcontinent Avalonia entre en collision avec Laurentia édifiant le reste des Appalaches du Québec. Cet épisode comprend aussi plusieurs des intrusions granitiques en Gaspésie, en Chaudière-Appalaches et en Estrie. Sitôt cette chaîne formée, une phase d’extension crée un bassin sédimentaire centré sur les îles de la Madeleine, le bassin des Maritimes. La dernière phase de formation des Appalaches, l'orogenèse alleghanienne, a peu d’effet sur les monts Notre-Dame.

## Protection du territoire
Les monts Notre-Dame sont protégés par de nombreux parcs nationaux gérés à la fois aux échelons fédéral et provincial. Le seul parc fédéral de la région est le parc de Forillon, à l'extrémité orientale de la chaîne. Quatre parcs sont gérés par le gouvernement du Québec, soit les parcs nationaux du Bic, de Frontenac, du Lac-Témiscouata et de la Gaspésie.